# إغاثة اللهفان في مصايد الشيطان
إغاثة اللهفان من مصايد الشيطان هو كتاب من تأليف أبي عبد الله شمس الدين محمد بن أبي بكر الزرعي الدمشقي المعروف بإبن قيم الجوزية، (691-751هـ)، رتبه في ثلاثة عشر باباً، عرض فيه أمراض النفس البشرية وعلاجها، ومكايد الشيطان التي يكيد بها للإنسان، وفيه فصول جمة الفوائد عظيمة النفع، وقد شهد له العلماء بالسبق في خدمة العلم وتعريف الدين للمسلمين.

## موضوعات الكتاب
وزع المؤلف كتابه على 13 بابًا، وهي:
1. في انقسام القلوب إلى صحيح وسقيم وميت.
2. في ذكر حقيقة مرض القلب.
3. في انقسام أدوية أمراض القلب إلى طبيعية وشرعية.
4. في أن حياة القلب وإشراقه مادة كل خير فيه، وموته وظلمته مادة كل شر وفتنة فيه.
5. في أنَّ حياة القلب وصحته لا تحصل إلا بأن يكون مدركًا للحق مريدًا له، مؤثِرًا له على غيره.
6. في أنَّه لا سعادة للقلب ولا لذة ولا نعيم ولا صلاح إلا بأن يكون إلهه هو معبوده، وأحب إليه من كل ما سواه.
7. في أنَّ القرآن الكريم متضمن لأدوية القلب وعلاجه من جميع أمراضه.
8. في زكاة القلب.
9. في طهارة القلب من أدرانه وأنجاسه.
10. في علامات مرض القلب وصحته.
11. في علاج مرض القلب من استيلاء النفس عليه.
12. في علاج مرض القلب بالشيطان.
13. في مكايد الشيطان التي يكيد بها ابنَ آدم.

وقد توسع المؤلف في الباب الأخير، حيث قال إنه وضع الكتاب كُله لأجل هذا الباب، واستقصى فيه جميع المكايد التي أحاط بها مما يكيد به الشيطان الإنسانَ.
وكتب في آخره: «فهذه فصول مختصرة في كيد الشيطان وتلاعبه بهذه الأمة (أي اليهود)، يعرف بها المسلم الحنيف قدر نعمة الله عليه، وما منَّ به عليه من نعمة العلم والإيمان، ويهتدي بها من أراد الله هدايته، ومِن الله التوفيق والإرشاد إلى سواء الطريق».

## منهج المؤلف في كتابه
لم يختلف ابن قيم الجوزية في منهجه هنا عن منهجه في معظم كتبه:
تقديم آيات القرآن والأحاديث النبوية كحجة ودليل على ما يقوله ومنه مثلًا استشهاده بقوله تعالى: ﴿ولكن متعتهم وآباءهم حتى نسوا الذكر وكانوا قومًا بورًا﴾ [الفرقان: 18]. ومنه استشهاده بحديث رسول الله ﷺ فعن ثوبان كان يقول إذا راعه أمر: ((الله ربي لا أشرك به شيئًا)) كدليل على الإقرار بالتوحيد كملجأ.
الاستعانة بروايات الصحابة والتابعين والأئمة في وضع الأفكار في الكتاب. ومنها ما نقله عن ابن عمر حيث قال: «إسباغ الوضوء: الإنقاء».
ذكر الأمثلة، والإكثار منها أحيانًا، ليستفيد القارئ ويسقط ما يقرأه على أرض الواقع، فيكون تطبيق الكتاب عليه أسهل. ومن ذلك عند ذكره للمبالغة في مخالفة الأمم من قبل الحخاميم ضرب مثلًا بإيهام الحخاميم أتباعهم أن المأكولات لا تحل للناس إلا إن استعملوا فيها علمًا نسبوه إلى موسى عليه السلام، ولا يعلمه إلا هُم.
ذكر ما في بعض مؤلفاته مما له علاقة بالموضوع المطروح، وإعادة طرحه دون توسع، فلا يشق على القارئ، مع إيصال الفائدة له. ومن ذلك مبحث السماع، والذي ألف عليه كتابًا مستقلًا تحت عنوان «الكلام على مسألة السماع». وقد أشار إليه أيضًا في مدارج السالكين.
الاهتمام الكبير أثناء كتابته وصياغته بالفائدة المرجوة للكتاب في نفع المسلمين وإصلاح حالهم، وليس فقط تجميع أفكار أو معلومات.
الاهتمام الكبير بموضوع الحِيل وأحكامها.

## انتقادات على الكتاب
التوسع والتكرار في موضوع الحِيل وأحكامها: وقد علم هو هذا، بل كان يقصده، فكتب في كتابه: «لعلك تقول: قد أطلت الكلام في هذا الفصل جدًا، وقد كان يكفي الإشارة إليه. فقال: بل الأمر أعظم مما ذكرنا، وهو بالإطالة أجدر، فإن بلاء الإسلام ومحنته عظمت من هاتين الفرقتين: أهل المكر والمخادعة والاحتيال في العلميات، وأهل التحريف والسفسطة والقرمطة في العلميات، وكل فسادٍ في الدين – بل والدنيا – فمنشؤه من هاتين الطائفتين...».

## أهمية الكتاب
1. بين فيه ابن القيم للمسلم كثيرًا من ضلالات الطوائف فلا يقع فيها.
2. وضح ابن القيم للمسلم فيه كثيرًا من الحيل التي يستخدمها الكافرون لإضلال المسلمين.
3. بين ابن القيم في الكتاب حيل العدو الأول للإنسان في إضلاله، حيث قال الله تعالى: ﴿فَقُلْنَا يَا آدَمُ إِنَّ هَٰذَا عَدُوٌّ لَّكَ وَلِزَوْجِكَ﴾ [طه: 117].
4. توسع فيه ابن القيم كثيرًا في معالجة الشبه وردها، مما يستخدمه المضلون، فكان أفضل كتابٍ في هذا الصدد.

## الفرق بينه وبينتلبيس إبليس
رغم اتحاد الموضوع بين كتاب إغاثة اللهفان في مصايد الشيطان وكتاب تلبيس إبليس، إلا أن هنالك فروقًا جوهرية بينهما، وهي:
1. سبق ابن القيم في الكتابة عن هذا الموضوع ابنُ الجوزي، وذلك بكتابه تلبيس إبليس.
2. وقام ابن الجوزي بتقسيم كتابه أيضًا إلى 13 بابًا، وكانت الأربعة الأولى منها في الأمر بلزوم الجماعة وذم البدع والمبتدعين والتحذير من فتن إبليس ومكايده، وبيان معنى التلبيس والغرور.
3. أما بقية الأبواب فذكر فيها تلبيس إبليس في العقائد والديانات وعلى العلماء والعباد بمختلف طبقاتهم.
4. وأطال ابن الجوزي في الرد على الصوفية، فخصص لهم أكثر من نصف الكتاب.
5. أما إغاثة اللهفان فكان يركز فيه ابن القيم على أمراض القلب وعلاجها. وخصص معظم كتابه لحيل الشيطان التي يستخدمها ضد الإنسان.